# Juan Luis Sanfuentes Andonaegui
Juan Luis Sanfuentes Andonaegui Advocat i polític xilè, President de la República en el període 1915 a 1920.